# Září 2007
1. září – sobota
 Mexiko je stíháno sérií přírodních pohrom. Po hurikánu Dean, který si vyžádal 28 obětí na životech udeřila na tichomořském pobřeží tropická bouře Henriette, po které je hlášeno minimálně 6 obětí. Mexiko zasáhlo i zemětřesení o síle 6,3 stupně Richterovy škály.
2. září – neděle
 V italském městečku Loreto, které je jedním z nejvýznamnějších mariánských poutních míst v Itálii, skončilo dvoudenní setkání křesťanské mládeže s papežem Benediktem XVI. Zúčastnilo se ho asi 500 000 převážně mladých lidí. Setkání a diskuse na něm se vedli zejména o nutnosti zachování a rozvíjení rodiny, která v současném světě prožívá hlubokou krizi, a o povinnosti lidstva chránit planetu Zemi a rovnováhu přírody.
 V Olomouci skončil 6. ročník mezinárodního filmového festivalu, Film ve znamení ryby (30. srpna – 2. září), tematicky orientovaného na křesťanskou duchovní tvorbu ve filmu. Mezi hosty festivalu byl i polský režisér Krzysztof Zanussi, který zde uvedl svůj film Persona Non Grata.
3. září – pondělí
 Začal nový školní rok – základní a střední školy nejpozději do dnešního data přešly na vlastní vzdělávací programy, které nahradily stávající centrální osnovy.
 Velká Británie stáhla své vojáky ze základny v jihoirácké Basře, jako krok k předání kontroly nad městem místním úřadům. Premiér Gordon Brown popřel, že by šlo o vynucený ústup.
 Byly zahájeny práce na rozšíření Panamského průplavu. Investice v hodnotě 5,25 miliardy dolarů by po 7 letech stavebních prací měla podstatně zvýšit kapacitu přepravy i maximální tonáž proplouvajících lodí.
4. září – úterý
 Praha oficiálně odeslala přihlášku jako uchazeč o pořádání olympijských her v roce 2016. Zároveň také primátor Pavel Bém představil logo pražské kandidatury.
 Dva bombové výbuchy zabily ráno alespoň 21 lidí a dalších 74 zranily v pákistánském městě Rawalpindi nedaleko Islámábádu. Jedna z bomb byla umístěna v autobusu, vezoucím státní zaměstnance, o druhé, která vybuchla ve stejnou dobu, nebylo oznámeno více podrobností.
5. září – středa
 Velká Británie se rozhodla povolit výzkum kmenových buněk pro lékařské účely za podmínky, že se v nich budou používat zvířecí vajíčka, jejichž DNA bude nahrazena lidskou. Tento výzkum může mít rozhodující význam pro vývoj nových metod léčení mnoha nemocí, například Alzheimerovy a Parkinsonovy choroby.
6. září – čtvrtek
 Ve věku 71 let zemřel po dlouhé nemoci slavný operní pěvec Luciano Pavarotti (* 12. října 1935).
 Na Jesenicku, severní Moravě a v Jihočeském kraji se rozvodnily po dlouhodobém dešti některé vodní toky. Místy byl vyhlášen i třetí stupeň povodňové aktivity a stav ohrožení, nejsou však předpovídány rozsáhlejší povodně. Současná voda byla klasifikována jako dvacetiletá.
 Mezi Ruskem a Indonésií byl podepsán kontrakt na dodávku vojenské techniky (15 helikoptér, 20 tanků, 2 ponorky) v celkové hodnotě kolem 1 miliardy dolarů. Indonésie bude dodané stroje splácet Rusku 15 let, dodávku podepíše osobně prezident Vladimir Putin při své zastávce v Indonésii.
 Miroslav Lajčák, vysoký představitel pro Bosnu a Hercegovinu, vzkázal oběma komorám parlamentu (Domu národů a Poslanecké sněmovně), že země je na rozcestí; pokud reforma policie neuspěje, mohlo by to vést k izolaci a nikoliv k integraci do EU a dalších západních struktur.
 Papež Benedikt XVI. pokračoval v sérii jednání o blízkovýchodním mírovém procesu. Po jednání se syrským viceprezidentem Farúkem Šará se setkal i izraelským prezidentem Šimonem Peresem a poté se saúdskoarabským ministrem zahraničí Saúdem Fajsalem. Papež s Peresem vyjádřili přesvědčení, že současná doba je mimořádně příznivá a je nutno vynaložit maximální úsilí k dosažení míru. Šimon Peres zároveň pozval Benedikta XVI. k návštěvě Svaté země.
 V Praze na Mariánském náměstí se konala demonstrace proti kácení Klánovického lesa. 
7. září – pátek
 Papež Benedikt XVI. zahájil u příležitosti 850. výročí založení baziliky Panny Marie v Mariazell třídenní návštěvu Rakouska. Návštěvu komplikuje nepřízeň počasí – na řadě míst v Rakousku panuje kvůli silným dešťům povodňová situace.
 Jako východisko z vleklé politické krize zvolili polští poslanci rozpuštění Sejmu. Předčasné volby, týkající se obou komor parlamentu, byly vyhlášeny na 21. října.
8. září – sobota
 Nejméně 28 lidí zahynulo a dalších 60 bylo zraněno při výbuchu bomby v alžírském Dellys. Bomba byla umístěna v automobilu, mezi oběťmi jsou hlavně příslušníci pobřežní stráže.
 Na své předem ohlášené videonahrávce terorista Usáma bin Ládin vzkázal Američanům, že chtějí-li uspět v Iráku, musí přestoupit na islám. Američtí experti se shodli, že nahrávka je aktuální; bin Ládin zde komentoval i jedny z posledních politických změn, jakými bylo například zvolení Nicolase Sarkozyho za francouzského prezidenta. Záběry odvysílala katarská televizní stanice Al-Džazíra.
 Okolo 500 švédských muslimů protestovalo proti karikaturám muslimského proroka Mohameda, které byly otištěny ve švedských místních novinách Upsala Nya Tidning. Jednalo se o pokojnou demonstraci.
 V italské Modeně se konal pohřeb Luciana Pavarottiho. Zúčastnilo se ho osm set lidí, včetně Andrea Bocelliho.
9. září – neděle
 Již šestým dnem pokračuje v americké Nevadě pátrání po zmizelém milionáři a leteckém dobrodruhovi Stevu Fossettovi. Vzlétl v sobotu ze soukromého letiště v poušti bez udaného letového plánu a již se neobjevil, ani nebyl zachycen nouzový signál z jeho letounu.
 V rodném italském Campagnola Cremasca zemřel bývalý vysoký vatikánský úředník a diplomat, arcibiskup Luigi Dossena (* 28. května 1925). Svou úspěšnou diplomatickou kariéru zakončil v letech 1994–2001 jako historicky první apoštolský nuncius delegovaný u slovenské vlády.
10. září – pondělí
 Západ Kolumbie postihlo v noci zemětřesení dosahující magnitudo 6,8 Richterovy škály. Podle oficiálních sdělení ale nedošlo k vážnějším škodám či ztrátách na životech, pouze bylo v některých oblastech lokálně poškozeno elektrické vedení.
 Kolumbijská policie zatkla jednoho z nejvýznamnějších drogových bossů Diega Sáncheze.
 Celkem 6 výbuchů těžce poškodilo plynovody poblíž mexického města Veracruz. Podle představitelů státní ropné společnosti Pemex se jedná o sabotáže. K další tragédii došlo na severu Mexika, kde explodoval kamión s 25 tunami dynamitu s následkem 34 usmrcených a asi 150 zraněných osob.
 Mons. Paul Xiao Zejiang se stal se souhlasem Vatikánu pomocným biskupem diecéze Guizhou. Je prvním čínským katolickým biskupem vysvěceným od zveřejnění Listu čínským katolíkům, v němž Benedikt XVI. zdůraznil, že pouze Vatikánu přísluší jmenovat biskupy, a odmítl tak snahu Číny dosazovat svévolně biskupy vlastní. Toto vysvěcení je zároveň první akcí, které se společně oficiálně zúčastnili představitelé jak „podzemní“, tak „státní“ katolické církve v Číně.
 Zemřela Anita Roddick (* 23. října 1942), zakladatelka řetězce The Body Shop.
11. září – úterý
 V americkém městě New Yorku i na řadě dalších míst proběhly vzpomínkové akce na téměř 3000 obětí teroristických útoků z 11. září 2001. Hlavní ceremoniál se tento rok odehrál v Zuccottiho parku, neboť na původním místě World Trade Center začala výstavba nového komplexu mrakodrapů, kterým bude dominovat Věž svobody. Současně byl zveřejněn další záznam projevu hlavy Al-Kajdy Usámy bin Ládina, který velebí únosce použitých letadel.
 Evropská unie rozhodla, že nebude nutit Velké Británii k opuštění imperiálního jednotkového systému a přechodu na soustavu SI, za což byla dříve obyvateli britských ostrovů hojně kritizována.
12. září – středa
 Japonský ministerský předseda Šinzó Abe (52) oznámil po roce vládnutí svoji rezignaci na post premiéra a předsedy Liberální demokratické strany (LDP). Důvodem byly korupční skandály vlády, neúspěch strany v červencových volbách do senátu a to, že nebyla získána podpora prodloužení mise japonských vojáků v Afghánistánu.
 Ruský prezident Vladimir Putin na žádost premiéra Michaila Fradkova přijal rezignaci vlády necelé 3 měsíce před volbami.
 Silné zemětřesení o síle až 8,2 stupně Richterovy škály postihlo Indonésii. Je hlášeno nejméně 7 obětí na životech a vzhledem k nebezpečí vzniku vlny tsunami bylo evakuováno velké množství obyvatel z pobřežních oblastí.
 Novým patriarchou rumunské pravoslavné církve byl zvolen Danil Cibotea, metropolita Moldavska a Bukoviny.
13. září – čtvrtek
 V Iráku byl výbuchem nastražené bomby zabit jeden z nejvýznamnějších spojenců Američanů – sunnitský kmenový vůdce Anbár Abdas Sattár abú Riša. Atentát byl úspěšný i přes velmi silná bezpečnostní opatření, která měl abú Riša k dispozici.
 V muslimském světě započaly oslavy postního měsíce ramadánu.
14. září – pátek
 V severním Iráku vypukla epidemie cholery, k tomuto datu je hlášeno na 16 000 nemocných.
 V 1:31 UTC proběhl úspěšně start komplexní lunární sondy Kaguya japonské kosmické agentury JAXA. Během přibližně jednoho měsíce bude navedena na pracovní 100km oběžnou dráhu kolem Měsíce a poté by již měla být připravena k započetí vědeckých experimentů.
15. září – sobota
 Tým bratislavských chirurgů úspěšně oddělil po 19 hodinové operaci pár siamských dvojčat.
16. září – neděle
 Pod vedením kardinála Bertoneho byl v polském poutním místě Licheń blahořečen Jan Papczyński, kněz a zakladatel Kongregace kněží mariánů Neposkvrněného Početí Panny Marie.
17. září – pondělí
 Sestavením nové řecké vlády byl pověřen dosavadní premiér Kostas Karamanlis, jehož pravicová Nová demokracie zvítězila v parlamentních volbách se ziskem 42 % hlasů a 152 mandátů, přestože byla silně kritizována během srpnových požárů v zemi. Opoziční Panhelénské socialistické hnutí obdrželo při 38 % hlasů 102 mandáty. V parlamentu zasednou také zástupci komunistů, koalice radikálních levicových stran a extrémně pravicová Lidová pravoslavná výzva.
 Evropský soud potvrdil rekordní pokutu ve výši 497 milionů eur, ke kterým byla v roce 2004 odsouzena softwarová firma Microsoft za zneužívání dominantního postavení na trhu. Evropská komise prakticky Microsoftu nařídila, aby sdílel část zdrojového kódu svého operačního systému Windows se svými konkurenty.
18. září – úterý
 Ve věku 76 let zemřel herec činohry Národního divadla Josef Vinklář (* 10. listopadu 1930), známý především ze seriálů Hříšní lidé města pražského a Nemocnice na kraji města.
19. září – středa
 Většina praktických lékařů na protest proti nízkým platbám od zdravotních pojišťoven za ošetření pacienta uzavřela na jeden den své ordinace.
 Evropská komise rozhodla o vyčlenění dalších 2,5 miliardy eur z rozpočtu EU na realizaci satelitního navigačního systému Galileo.
20. září – čtvrtek
 Novou velvyslankyní Česka při Evropské unii jmenoval prezident Václav Klaus bývalou ministryni zemědělství Milenu Vicenovou.
21. září – pátek
 Rovníková Afrika je postižena mimořádně silnými záplavami, které si vyžádaly již 250 obětí na životech a přes 600 000 obyvatel ztratilo střechu nad hlavou. Řada míst je zcela odříznuta od světa a nelze k nim dopravit humanitární pomoc. Nejvíce je postižena Uganda, ale škody jsou hlášeny prakticky ze všech států rovníkové Afriky.
22. září – sobota
 Ve věku 84 let zemřel v Paříži známý francouzský mim Marcel Marceau (* 22. března 1923).
23. září – neděle
 Novým předsedou japonské Liberální demokratické strany a tedy i příštím předsedou vlády byl zvolen Jasuo Fukuda.
 V Barmě (nyní Myanmar) přerostly protesty buddhistických mnichů v nejmasovější protivládní demonstrace od potlačení prodemokratické revoluce v roce 1988. Největším barmským městem Rangúnem kráčel zástup asi 20 000 demonstrantů.
24. září – pondělí
 Na konferenci OSN věnované problematice změn podnebí vyjádřil český prezident Václav Klaus svůj názor na vliv lidské činnosti na globální oteplování. Ve svém projevu tvrdí, že současné změny teplot jsou pouze nepatrné a nejsou důvodem pro rozsáhlá opatření omezující rozvoj průmyslu nebo zemědělství a zásahy do našeho životního stylu. Zcela opačné stanovisko zaujal ve svém projevu současný generální tajemník OSN, Pan Ki-mun.
25. září – úterý
 Po demisi japonské vlády byl parlamentem zvolen nový vládní předseda, šéf Liberální demokratické strany Jasuo Fukuda.
 Po zasedání poslaneckého klubu vládní Strany zelených oznámila ministryně školství Dana Kuchtová, že kvůli problémům s čerpáním evropských fondů do konce týdne rezignuje.
 V Barmě (nyní Myanmar) se znásobil počet protestujících proti vládě vojenské junty až na 100 000. Zástupci vlády se sešli v hlavním městě Naypyidaw k jednání, jak na tyto protesty reagovat.
 Zástupce státu podepsal smlouvu s konzorciem firem na dostavbu dálnice D8 přes CHKO České středohoří za 9,85 miliardy Kč (bez DPH). Stavba má začít v říjnu 2007 a komunikace by měla začít sloužit řidičům v prosinci 2010.
26. září – středa
 V těžkých bojích na jihu Afghánistánu mezi bojovníky hnutí Tálibán a afghánskou armádou podporovanou koaličními vojáky padlo během dne již více než 160 tálibánských fundamentalistů, ale jsou hlášeny i ztráty na životech civilního obyvatelstva v oblastech konfliktů.
 Většinou 151 hlasů vydala Poslanecká sněmovna k trestnímu stíhání poslance za KSČM a bývalého vězeňského dozorce Josefa Vondrušku kvůli možnému zneužití svých pravomocí ve věznici v Minkovicích na počátku 80. let.
 Ruský výrobce stíhacích letounů Suchoj představil první nový civilní letoun od rozpadu Sovětského svazu pojmenovaný Superjet 100 s kapacitou do 100 pasažérů.
27. září – čtvrtek
 Z americké Floridy odstartovala sonda Dawn, která je určena pro průzkum největších objektů pásu asteroidů: trpasličí planety Ceres a planetky Vesta.
28. září – pátek
 V barmském (nyní myanmarském) bývalém hlavním městě Rangúnu byly rozehnány demonstrující použitím slzného plynu i ostré střelby. Oficiálně bylo potvrzeno 13 mrtvých včetně japonského kameramana, neoficiální zdroje ale mluví až o třech desítkách obětí na životech. Armáda také odpojila internetové spojení se světem.
29. září – sobota
 Bavorská CSU zvolila za nového předsedu bavorského ministra hospodářství Erwina Hubera. Ten nahradí odcházejícího Edmunda Stoibera, když v hlasování porazil německého ministra zemědělství Horsta Seehofera i Stoiberovu největší kritičku Gabrielu Pauliovou.
 V Británii byly odstřeleny čtyři chladicí věže Jaderné elektrárny Calder Hall, jedné z nejstarších jaderných elektráren světa.
30. září – neděle
 V ukrajinských volbách podle předběžných výsledků zvítězila proruská Strana regionů premiéra Viktora Janukovyče s 35,2 % hlasů. Druhá se ziskem 31,5 % hlasů skončila strana Blok expremiérky Julije Tymošenkové a třetí Koalice prezidenta Viktora Juščenka získala 13,4 % hlasů.
 Milan Jelič (* 26. března 1956), prezident bosenské Republiky srbské, zemřel ve věku 51 let po srdeční infarktu, který ho postihl během sportovního tréninku.